# Krabi (Estonie)
Pour les articles homonymes, voir Krabi (homonymie).
Krabi (ou Krabi küla) est un village de la paroisse de Rõuge, situé près de la ville de Rõuge, dans le comté de Võru, en Estonie, à la frontière avec la Lettonie. [2] Entre 1991 et 2017 (jusqu’à la réforme administrative des municipalités estoniennes) le village était situé dans la paroisse de Varstu.
Krabi abritait autrefois le manoir de Krabi (en allemand : Schönangern ou Grabbenhof). Le manoir appartenait à la famille balte allemande von Rosen,.
En 2011, la population de Krabi était de 97 habitants, une diminution de la population par rapport aux 161 résidents dénombrés lors du recensement de 2000. 95 (97,9 %) des résidents étaient d’origine estonienne. Le village dispose d’une bibliothèque, d’une auberge et d’un restaurant et de plusieurs magasins, dont un situé dans le grenier de l’ancien manoir.

## École Krabi

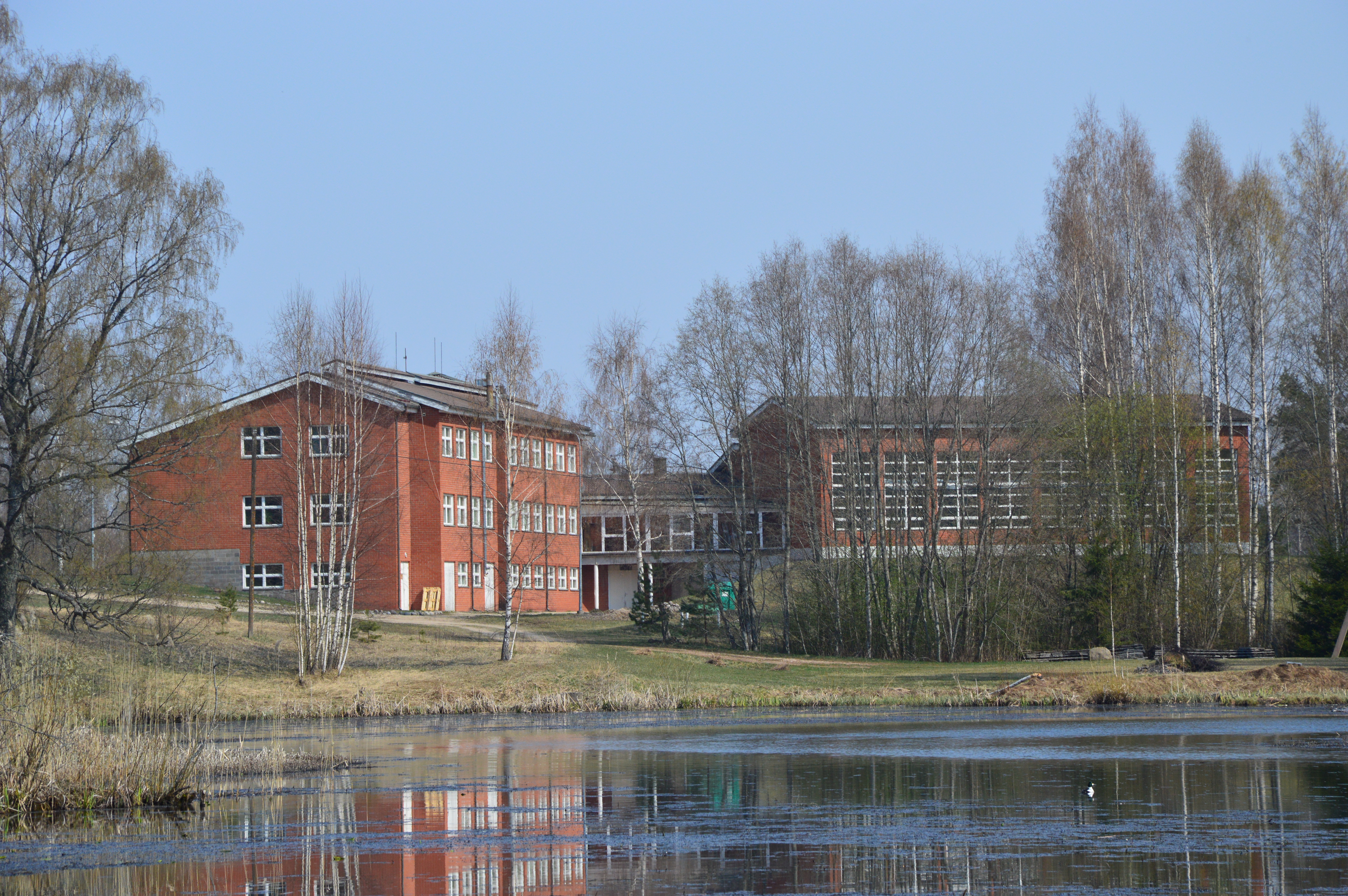
Krabi Kool, un internat privé pour les enfants estoniens ayant des besoins spéciaux

Le village abritait l’école Krabi (en estonien : Krabi Kool), une école privée pour les enfants ayant des besoins spéciaux. Elle a ouvert ses portes en 2014 à la suite de la fermeture de l’école primaire du village, consécutive à la diminution du nombre d’élèves du village et des environs, avec seulement quatre élèves présents. La population d’élèves ayant des besoins spéciaux à l’école Krabi était d’environ 65 enfants venus de toute l’Estonie, la plupart d’entre eux ayant été internes à l’école.
L’école a été fermée à l’automne 2017 à la suite d’une enquête criminelle sur des allégations de violence physique à l’égard des élèves. Le directeur de l’école, Ale Sprenk, a été inculpé et poursuivi lors d’un procès de quatre jours, mais a été acquitté des accusations portées devant le tribunal en janvier 2019. Sprenk a démissionné et l’école a rouvert à l’automne 2018.
En février 2020, l’école Krabi a été définitivement fermée à la suite de la révocation de la licence de l’école par le ministère estonien de l’Éducation et de la Recherche. Celui-ci avait effectué une supervision de l’école par l’État et avait évalué que les activités d’enseignement et d’éducation de cette école ne répondaient pas aux exigences fixées pour les établissements d’enseignement.

## Galerie

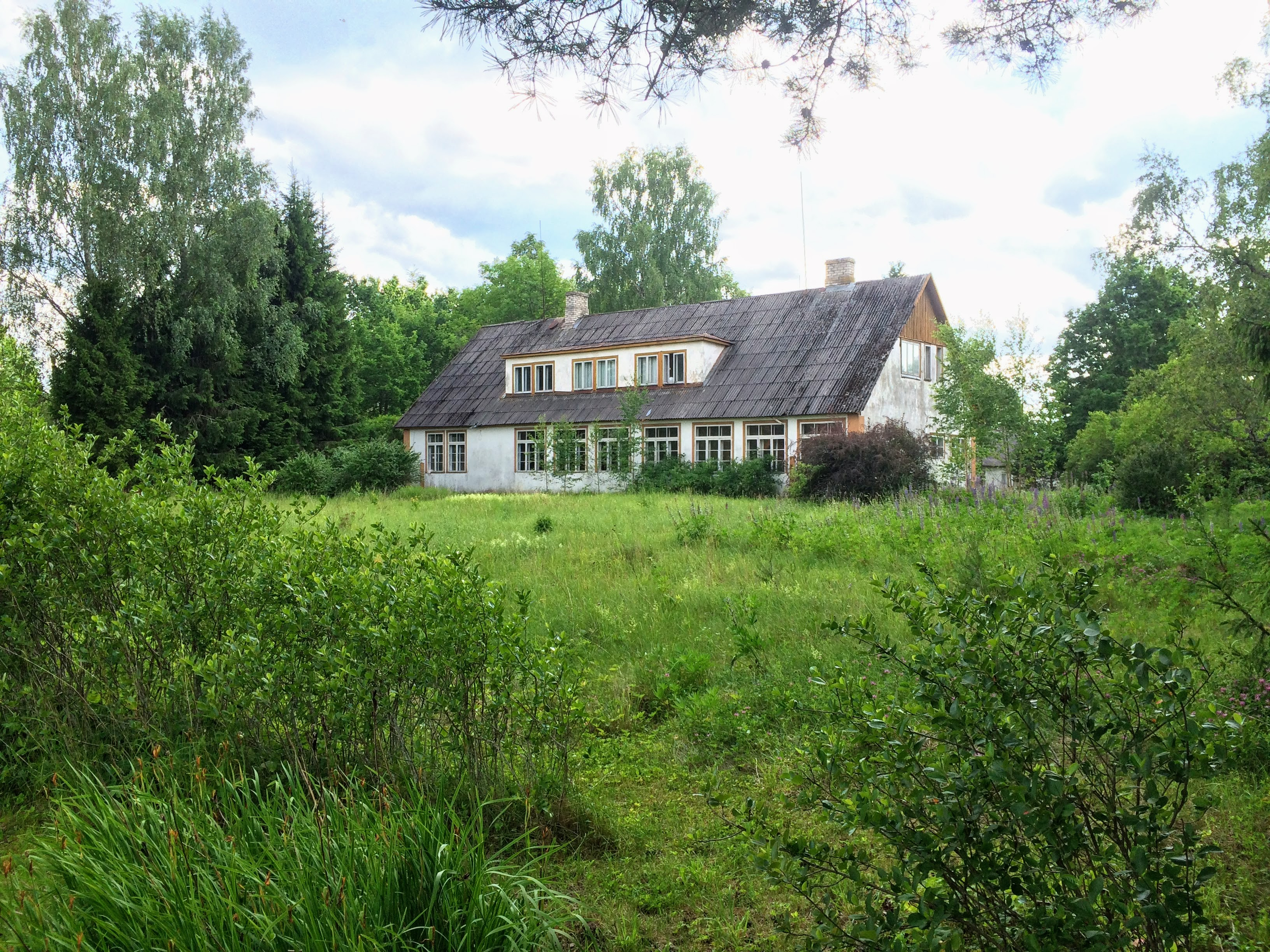
L’ancien bâtiment de l’école du village, construit en 1893 et fermé en 2014
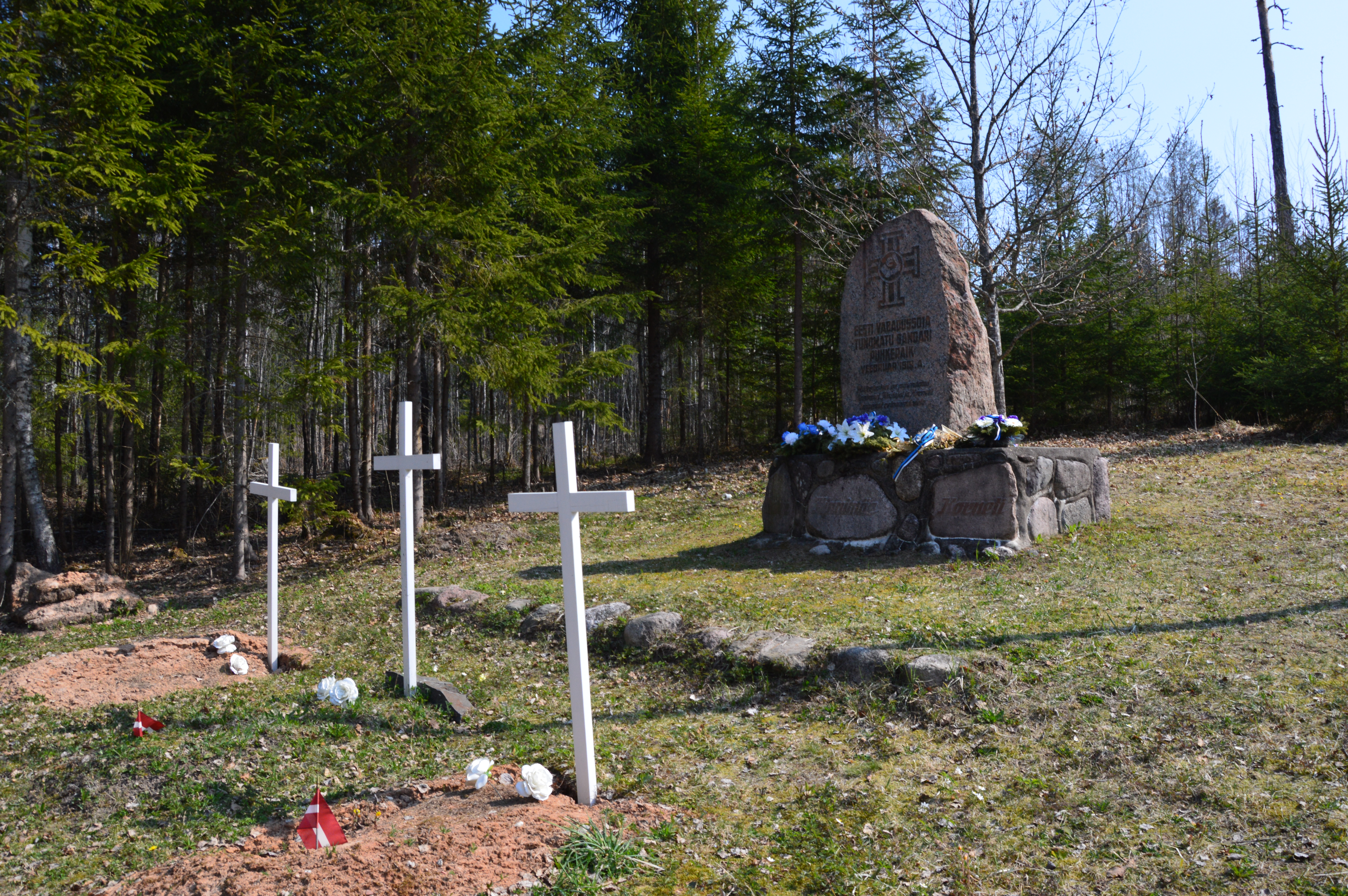
Tombe d’un soldat inconnu estonien, tué pendant la guerre d'indépendance de l'Estonie
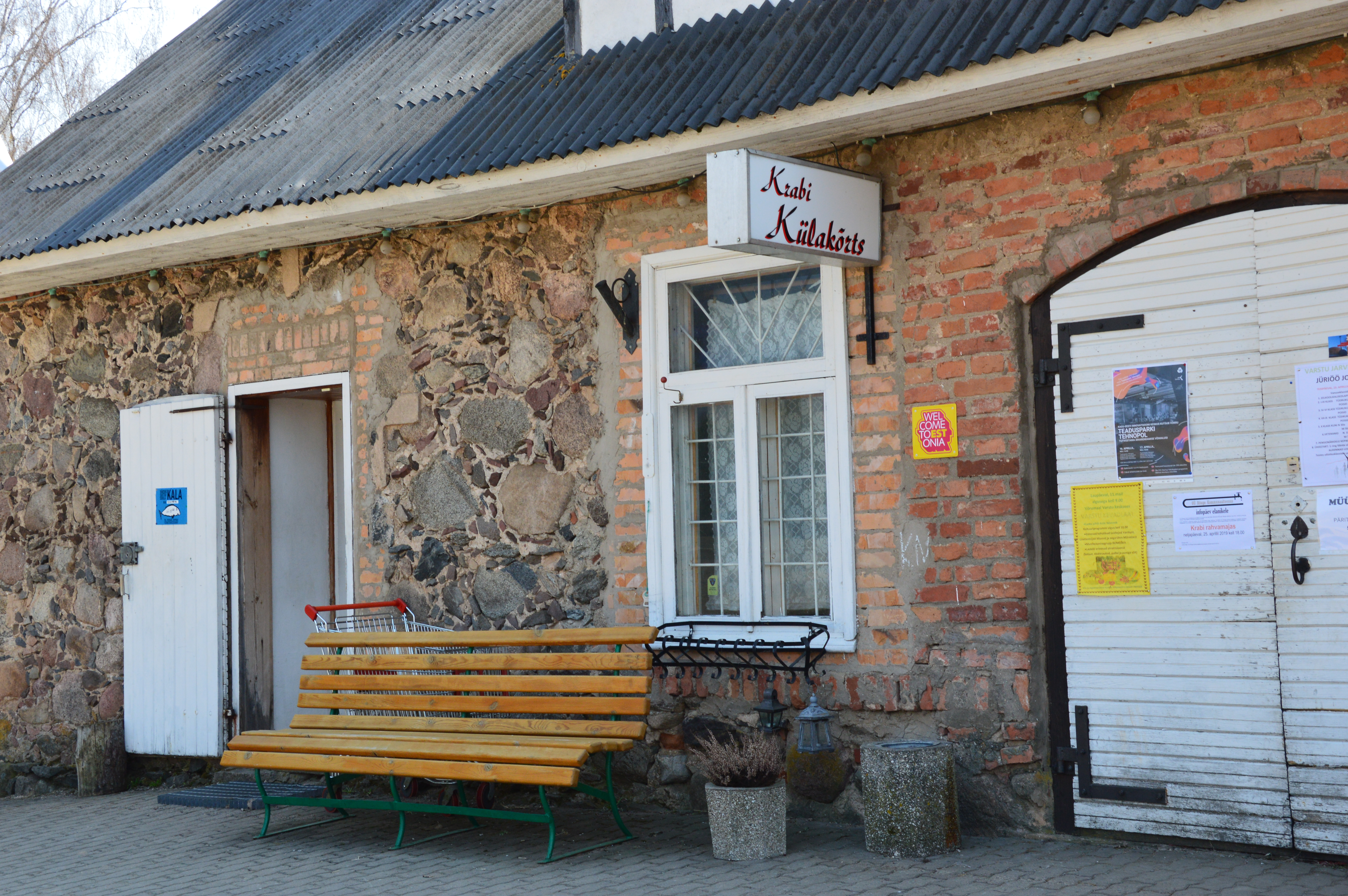
La taverne du village